# Unterdruckdose

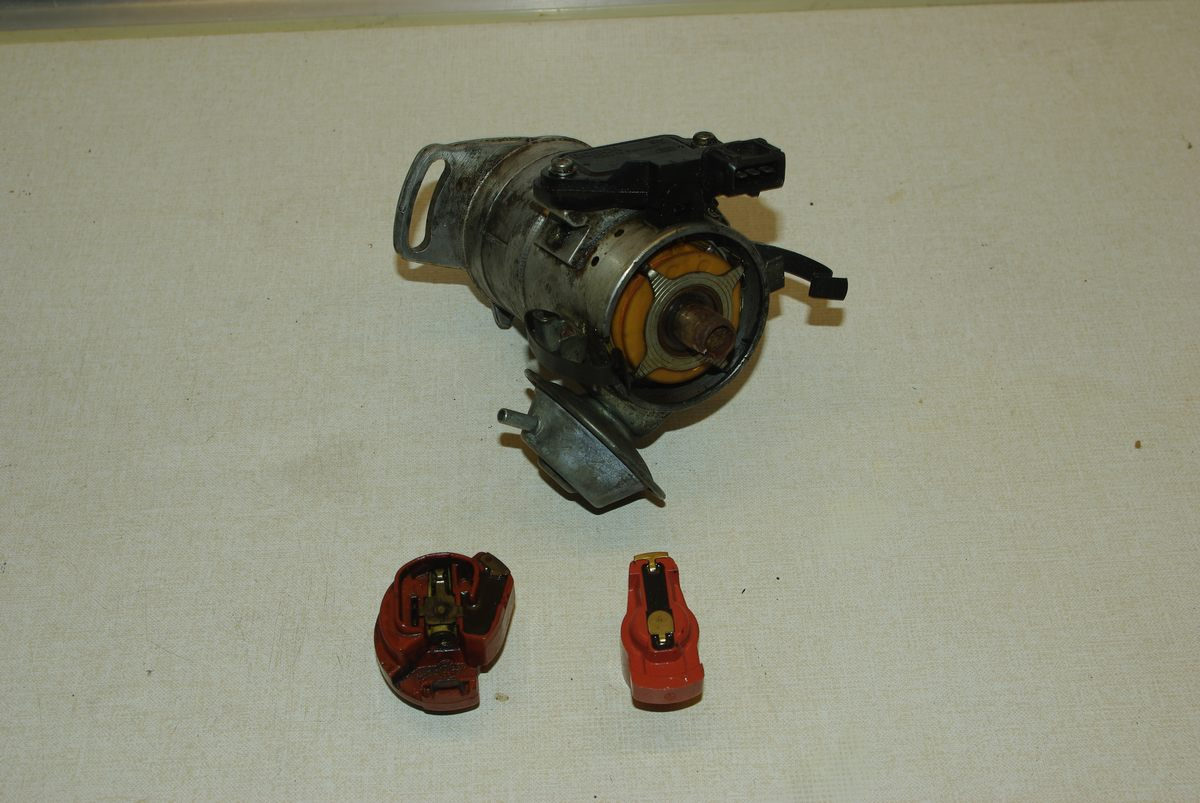
Ford Zündverteiler (Escort XR3i '87, Bosch) mit Unterdruckdose

Eine Unterdruckdose ist ein Stellglied, das mittels einer Druckdifferenz arbeitet. Verwendet wird auch Überdruckdose, am treffendsten wäre Differenzdruckdose oder einfach Druckdose. Ein verbreiteter Einsatzbereich ist bzw. war in Kraftfahrzeugen.
In einem meist runden oder kugelförmigen Hohlkörper ist eine Membran eingespannt, so dass sie den Hohlraum in zwei Hälften teilt. Die beiden Hälften des Hohlraums haben jeweils einen Anschluss, über den ihnen ein Druck mitgeteilt werden kann, so dass die Membran dazwischen in die eine oder andere Richtung verformt wird. Die Membran ist in ihrer Mitte mit einem Stössel verbunden, der aus der Dose herausführt und dort eine Stellfunktion erfüllt. In der Druckdose können sich auch Feder(n) befinden, mit denen der Druck eingestellt wird, bei dem die Stellfunktion erfolgt.
Ein Anwendungsbeispiel im Kraftfahrzeug ist die Zündzeitpunktverstellung bei mechanisch gesteuerten Zündunganlagen von Ottomotoren (siehe Bild). Verdreht bzw. verstellt wird die Kontaktplatte, auf der der Verteilerfinger läuft. Eine Hohlkammerhälfte ist über einen Schlauch mit dem Ansaugkrümmer hinter der Drosselklappe verbunden und teilt so den Saugrohrunterdruck (und damit den Lastzustand) des Motors mit. Als Referenz ist die andere Hohlkammerhälfte mit dem Innenraum des Zündverteilers verbunden (und damit mit dem Umgebungsdruck).
Ein weiteres Beispiel ist der ladedruckabhängiger Volllastanschlag an einigen turbogeladenen Dieselmotoren. Hier wird statt des Ansaugunterdrucks der Ladedruck (also Überdruck) an die Druckdose mitgeteilt und damit der Volllastanschlag verstellt bzw. die vom Motor zu erbringende Leistung begrenzt, bei entsprechender Auslegung kann so auch ein Höhenausgleich für die Lastbegrenzung erreicht werden. Dies verhindert Schwarzrauchbildung und andere Probleme.
Weitere Beispiele sind pneumatische Regler bei Einspritzpumpen oder bei Turboladern die Steuerung der Abgasklappe des Wastegates oder die Verstellung der Turbinenleitschaufeln bei Turboladern mit variabler Turbinengeometrie (VTG-Lader). Seit etwa der Jahrtausendwende sind viele mechanische Geberelemente im Kraftfahrzeug, auch die Druckdose, durch moderne Elektronik ersetzt worden.